# Carlo Vittorio Testi
Carlo Vittorio Testi (Trento, 27 novembre 1902 – Bardolino, 10 novembre 2005) è stato un pittore, scultore e grafico italiano, esponente del Futurismo.
"Il segno , il colore, il gesto, sono gli strumenti di rivelazione della vita spirituale dell'artista. Con tali strumenti, apparentemente elementari, egli può catturare L’immenso tesoro di vibrazioni, di sottili risonanze, oltre il visibile, oltre il sensibile, recuperando le impronte di realtà perdute o penetrando nei sacri recinti dell'inconoscibile, nelle magiche visioni dei sogni. Fin dall'infanzia i miei occhi si sono stupiti davanti all'incanto delle piccole cose viventi o dei grandi misteri della natura, nella vaga ma già cosciente intuizione dell'unità cosmica dell'universo animato dal supremo Amore della Creazione. Di questo amore ho, da allora, nutrito la mia fatica, conoscendo e meditando i plausibili infiniti "ismi" dei tempi passati e presenti, nella sola tenace speranza di accendere in qualche opera delle mie mani un'autonoma scintilla d'arte e di vita."
(C. V. Testi: dalla presentazione della Mostra Personale del 1987)

## Biografia
Carlo Vittorio Testi nacque a Trento (nel 1902) da genitori romagnoli, manifestò sin da ragazzo la sua viva inclinazione per gli studi artistici dovendo combattere con la mentalità pratica e quadrata del padre, piccolo proprietario di campagna, che pretese dal figlio un titolo di studio più concreto; così Testi scelse l'agrimensura, come la materia in grado di approfondire le sue cognizioni del disegno. Ottenuto il diploma, scappò di casa per partecipare con D'Annunzio all'impresa fiumana. Ritornato da Fiume frequentò l'Accademia di Belle Arti a Bologna dove i suoi insegnanti furono gli architetti Collamarini e Pontoni, il pittore Augusto Majani e l'affreschista Achille Casanova, le cui lezioni suscitarono in lui il gusto per l’arte decorativa.
Dopo una lunga parentesi parigina dove, oltre alla sua attività pittorica, eseguì cartoni per arazzi per le manifatture di Beauvais, si trasferì a Roma dove iniziò la sua attività di grafico pubblicitario (vincendo nel 1932, ex aequo con Sironi, il concorso del Decennale della Rivoluzione), applicando con successo la tecnica aerografica.
Fu anche consulente grafico per vari editori e per le Scuole Italiane all'Estero. Fu questo un periodo particolarmente intenso della sua vita: eseguì in Emilia-Romagna restauri ed affreschi in varie chiese, lavori purtroppo perduti durante i bombardamenti della Seconda Guerra Mondiale, durante la quale, ritornato in Romagna, attraversò peripezie di ogni genere, sopportando disagi e correndo pericoli d'ogni sorta, finché, terminate le ostilità, poté ritornare a Roma e riavere il suo "caro" studio. In seguito collaborò all'allestimento di mostre culturali all'estero (Beli-alt, Cairo, Alessandria d'Egitto, Tunisi, Casablanca, ecc.) e progettò interni per le turbonavi Roma e Sidney della Flotta Lauro e Andrea Doria  Navigazione. In quest'ultima nave giacciono in fondo all'oceano dodici grandi cristalli incisi, raffiguranti i segni zodiacali.
Eseguì successivamente restauri ed affreschi nella Chiesetta dell'aeroporto di Furbara (Roma), nel Castello del Cavaliere (Roma), nel Castello di Santa Severa (Roma), nella Chiesa di Santa Maria Immacolata di Capalbio (Grosseto), nella Chiesa di Sant'Antonio Abate di Tuscania (Viterbo), nel Palazzo Lauro di Napoli. Sue opere di scultura, oli, tempere, acquarelli si trovano in musei e collezioni pubbliche e private, in Italia e all'estero.
Nel 1977 si trasferisce sul Lago di Garda, a Bardolino e qui rimane sino alla sua scomparsa avvenuta nel 2005.

## Attività artistica
"TESTI se ne è vissuto sempre in disparte, in quanto pittore, ed ha cercato di trovare distrazione dal tormento che l'angariava in manifestazioni più o meno d'arte, che altrove hanno la loro considerazione specifica, mentre presso da noi acquistano una necessità soltanto mondana, quella ad esempio di istoriar libri, pitturar copertine, fare intestazioni di carta stampata, curare l'apparatura di un volume, alzar propaganda su manifesti, suscitare allarme con disegni per case commerciali. Mentre per altri pittori tutto ciò si uniforma ad un genere di vacanza più o meno interessata, quel mestiere di tatto, di cura scenografica, di pulizia decorativa, di fantasia cartellonistica, dava sempre più l'assillo al pittore di tornare al quadro.", la sua vera grande passione.
Ancora oggi Carlo Vittorio TESTI afferma di aver fatto il grafico perché in Italia, nel periodo fra le due guerre, era l'unico mezzo di sostentamento sicuro a sua disposizione. Per meglio comprendere la maggior parte dell'operato grafico del TESTI, è necessario aprire una piccola parentesi riguardante il comportamento delle arti figurative in genere durante il succitato periodo. A partire dal 1922, l'avvento e l'affermarsi del regime fascista esercitarono, sull'arte italiana tra le due guerre, un'influenza tematica e stilistica, dando vita ad un cruciale momento di incontro-scontro tra linguaggio artistico e linguaggio politico. Fra i movimenti artistici d'avanguardia del XX secolo, il Futurismo, fondato nel 1909 da F. T. Marinetti, fu uno dei primi a doversi misurare con l'ambizione totalitaria di elaborare una "cultura fascista"
Poiché entrambi i movimenti quello Futurista e quello Fascista, erano impegnati nella rivoluzione sociale e nell' "Italianismo", anche se non sempre d'accordo, per un certo periodo di tempo diedero vita ad una collaborazione reciproca che però svanì allorché i futuristi attaccarono violentemente le tradizioni italiane non concentrandosi più solamente sulla creazione di un' "immagine fascista". Per questo motivo molti fascisti preferirono al Futurismo il "Novecento", movimento (sorto a Milano nel 1922 attorno a Margherita Sarfatti) che richiamava lo splendore dell'antica Roma nella letteratura, nella pittura, nell'arte grafica, e in architettura. Lo stesso Mussolini presente all'inaugurazione della mostra del "Novecento italiano" del 1926, affermò che: "La pittura e la scultura qui rappresentate sono forti come l'Italia d'oggi è forte nello spirito e nella sua volontà. Difatti nelle opere qui esposte vi colpiscono questi elementi caratteristici comuni: la decisione e la precisione del segno, la nitidezza e la ricchezza del colore, la solida plasticità delle cose e delle figure."
Per quanto riguarda la grafica invece, specie nel campo più corrente e diffuso dei manifesti e delle illustrazioni per libri, giornali e riviste, si giunse ad un compromesso tra fascismo e futurismo quando, gli aspetti aerodinamici di questi ultimo furono incorporati nell'Art déco italiana. Così per un regime che esaltava il culto della giovinezza, gli aspetti aerodinamici o futuristici dell'Art Decò furono il mezzo ideale per la rappresentazione mitica, e l’aerografo fu lo strumento migliore per ottenere risultati nitidi. In definitiva la nascita di uno stile dai lineamenti inconfondibili e peculiari dell'Italia fascista è da ricercare nei numerosissimi "pieghevoli" di propaganda, distribuiti largamente sui treni e negli uffici dall'Ente Nazionale per le Industrie Turistiche, così efficaci ai fini della conoscenza di località monumentali, climatiche, termali della nostra penisola; nei numerosi cartelloni di propaganda, nelle cartoline reclamistiche per vari enti ed istituzioni; nelle copertine per pubblicazioni dei ministeri militari, della Direzione Generale Italiani all'estero, di banche, istituti e anche ditte private. Poiché la maggior parte di esse è opera di C. V. TESTI, è in questo contesto che va collocata la sua attività grafica.
"Quando la decorazione e l'illustrazione sono attuate con intendimento d'arte, quando lo scopo reclamistico è ottenuto con una sintesi di elementi felicemente scelti e sapientemente accostati in un insieme di signorilità. e di buon gusto piacevolissimi, non è fuor di luogo fare un posto a queste minori manifestazioni artistiche a fianco delle arti maggiori o per lo meno comunemente ritenute tali."